# Сисли Ісландії

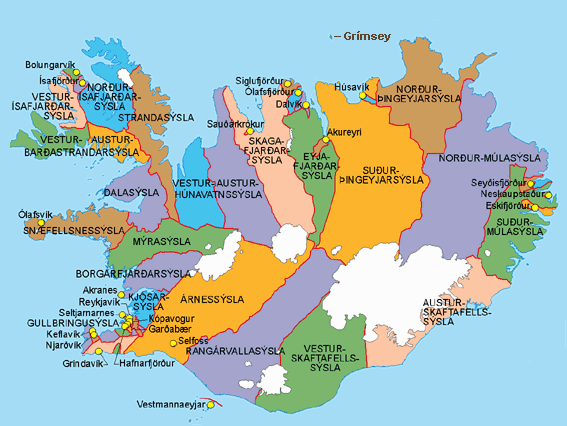
Сисли Ісландії в 1988 році

Сисли Ісландії (ісл. Sýslur Íslands) — колишні адміністративні одиниці в Ісландії. Сисли в Ісландії існували від часів заселення і не зникли навіть тоді, коли в XIII столітті Ісландія перейшла під владу короля Норвегії. Керував сислою сислюмадюр, який відповідав за збирання мит, податків і пені, дотримання законів та оборону, проводив суди та призначав присяжних.
Поділялися сисли на громади (хрепюр — ісл. hreppur), при цьому поселення (кейпстадюр — ісл. kaupstaður) які отримали торгові права у короля Данії, мали певне самоврядування, до складу сисл не входили і владі сислумадюра не підлягали.
Попри те, що сисли скасовано і вони більше не є адміністративно-територіальними одиницями в Ісландії, цю назву, як і раніше, використовують у повсякденному мовленні, статистиці та літературі, коли йдеться про конкретні географічні області. Зокрема, ісландська державна база даних Сарпюр, яка забезпечує доступ до реєстрів ресурсів багатьох ісландських музеїв, з більш ніж 1,2 млн записів, надає музейним одиницям зберігання, пам'яткам та іншим культурним цінностям географічне положення за сислою.
Відділ географічних назв Інституту ісландських студій імені Арні Маґнуссона (колишній Інститут географічних назв у Ісландії) класифікує географічні назви відповідно до системи, заснованої на поділі Ісландії на сисли та хреппюри (громади), як це було приблизно 1970 року. На їхню думку така система поділу країни є зручною для досліджень, оскільки сучасні адміністративні одиниці Ісландії (регіони та громади) дуже відрізняються за розміром, що ускладнює роботу.
У першій половині XVII століття в Ісландії було 19 сисл, а 2014 року, коли їх повністю скасували як адміністративні одиниці, налічувалося 23 сисли.
| Українська назва                  | Ісландська назва             | Громади | Площа (км²) | Регіон     |
| --------------------------------- | ---------------------------- | --- | ----------- | ---------- |
| Аурнессисла                       | Árnessýsla                   | Гейльвер'ябайярхреппюр, Стоксейрархреппюр, Ейрарбаккахреппюр, Сандвікюрхреппюр, Сельфоссхреппюр, Хрейнгердісхреппюр, Відлінгахольтсхреппюр, Скейдахреппюр, Гнупвер'яхреппюр, Хрюнаманнахреппюр, Біскупстунгнахреппюр, Лейгардальсхреппюр, Грімснесхреппюр, Тінгвадлахреппюр, Грабнінгсхреппюр, Хверагердісхреппюр, Ельвюсхреппюр, Сельвогсхреппюр | 7932        | Судурланд  |
| Аустур-Бардастрандарсисла         | Barðastrandarsýsla           | Гейрадальсхреппюр, Рейкхоулахреппюр, Гювюдальсхреппюр, Мулахреппюр, Флатейярхреппюр | 1074        | Вестфірдір |
| Аустур-Гунаватнссисла             | Austur-Húnavatnssýsla        | Аусхреппюр, Свейнстадахреппюр, Торвалайк'ярхреппюр, Блендюоусхреппюр, Свинаватнсхреппюр, Боульстадархлідархреппюр, Ейнгіхлідархреппюр, Віндхайлісхреппюр, Хевдахреппюр, Скагахреппюр | 4295        | Нордурланд |
| Аустур-Скабтафедльссисла          | Austur-Skaftafellssýsla      | Байярхреппюр, Несьяхреппюр, Хабнархреппюр, Мірахреппюр, Боргархабнархреппюр, Хобсхреппюр | 3041        | Аустурланд |
| Боргарф'ярдарсисла                | Borgarfjarðarsýsla           | Гвальф'ярдарстрандархреппюр, Скільманнахреппюр, Іннрі-Акранесхреппюр, Лейрар-ог-Малахреппюр, Андакільсхреппюр, Шкоррадальсхреппюр, Люндаррейк'ярдальсхреппюр, Рейкгольстдальсхреппюр, Гаульсахреппюр | 1786        | Вестурланд |
| Даласисла                         | Dalasýsla                    | Гердюдальсхреппюр, Міддалахреппюр, Хейкадальсхреппюр, Лахсаурдальсхреппюр, Хваммсхреппюр, Федльсстрандархреппюр, Клобнінгсхреппюр, Скардсхреппюр, Сейрбайярхреппюр | 2078        | Вестурланд |
| Ейяф'ярдарсисла                   | Eyjafjarðarsýsla             | Грімсейярхреппюр, Сварвадардальсхреппюр, Дальвікюрхреппюр, Хрисейярхреппюр, Аурскоугсхреппюр, Аднарнесхреппюр, Скрідюхреппюр, Ехснадальсхреппюр, Глайсібайярхреппюр, Грабнагільсхреппюр, Сейрбайярхреппюр, Ейнгюльстадахреппюр | 4089        | Нордурланд |
| Ґюдльбрінґюсисла                  | Gullbringusýsla              | Гріндавікюрхреппюр, Габнархреппюр, Міднесхреппюр, Гердахреппюр, Ньярдвікюрхреппюр, Ватнслейсюстрандархреппюр, Гардахреппюр, Бессастадахреппюр | 1216        | Вестурланд |
| Кьоусарсисла                      | Kjósarsýsla                  | Сельт'яднарнесхреппюр, Мосфедльсхреппюр, К'яларнесхреппюр, Кйоусархреппюр | 664         | Вестурланд |
| Мірасисла                         | Mýrasýsla                    | Гвітаурсідюхреппюр, Твераурхлідархреппюр, Нордюраурдальсхреппюр, Стабгольтстунгнахреппюр, Боргархреппюр, Боргарнесхреппюр, Аульфтанесхреппюр, Грьойнхреппюр | 3092        | Вестурланд |
| Нордур-Ісаф'ярдарсисла            | Norður-Ísafjarðarsýsla       | Гоульсхреппюр, Ейрархреппюр, Судавікюрхреппюр, Егюрхреппюр, Рейк'яф'ярдархреппюр, Нейтейрархреппюр, Снайф'ядлахреппюр | 1958        | Вестфірдір |
| Нордур-Муласисла                  | Norður-Múlasýsla             | Скегг'ястадахреппюр, Вопнаф'ярдархреппюр, Глідархреппюр, Йокюльдальсхреппюр, Фльоутсдальсхреппюр, Федлахреппюр, Гроуарстунгюхреппюр (Тунгюхреппюр), Г'яльтастадахреппюр, Боргарф'ярдархреппюр, Лодмюндарф'ярдархреппюр, Сейдісф'ярдархреппюр | 10568       | Аустурланд |
| Нордур-Тінгейярсисла              | Norður-Þingeyjarsýsla        | Кельдюнесхреппюр, Ехсаф'ярдархреппюр, Ф'ядлахреппюр, Престгоулахреппюр, Рейваргабнархреппюр, Свабардсхреппюр, Тоурсгабнархреппюр, Сейданесхреппюр | 5393        | Нордурланд |
| Раунґаурвадласисла                | Rangárvallasýsla             | Аустур-Ейяф'ядлахреппюр, Вестур-Ейяф'ядлахреппюр, Аустур-Ландейяхреппюр, Вестур-Ландейяхреппюр, Фльоутсглидархреппюр, Гвольхреппюр, Раунгаурвадлахреппюр, Ландаманнахреппюр, Гольтахреппюр, Аусахреппюр, Д'юпаурхреппюр | 7365        | Судурланд  |
| Скаґаф'ярдарсисла                 | Skagafjardarsýsla            | Скевильсстадахреппюр, Скардсхреппюр, Стадархреппюр, Сейлюхреппюр, Літінгсстадахреппюр, Акрахреппюр, Рипюрхреппюр, Відвікюрхреппюр, Гоулахреппюр, Говсхреппюр, Говсоусхреппюр, Федльсхреппюр, Гаганесхреппюр, Гольтсхреппюр | 5040        | Нордурланд |
| Снайфедльснес-оґ-Гнаппадальссисла | Snæfells- og Hnappadalssýsla | Кольбейнсстадахреппюр, Ейяхреппюр, Міклагольтсхреппюр, Стадарсвейт, Брейдювікюрхреппюр, Несхреппюр, Оулафсвікюрхреппюр, Фроудаурхреппюр, Ейрарсвейт, Гельгафедльссвейт, Стіккісгоульмсхреппюр, Скоугарстрандархреппюр | 2163        | Вестурланд |
| Страндасисла                      | Strandasýsla                 | Аурнесхреппюр, Кальдрананесхреппюр, Гроуфбергсхреппюр, Гоульмавікюрхреппюр, Кірк'юбоульсхреппюр, Федльсхреппюр, Оуспаксейрархреппюр, Байярхреппюр | 3465        | Вестфірдір |
| Судур-Муласисла                   | Suður-Múlasýsla              | Скриддальсхреппюр, Вадлахреппюр, Еїльсстадахреппюр, Ейдахреппюр, Мьоуаф'ярдархреппюр, Нордф'ярдархреппюр, Гельґюстадахреппюр, Ескіф'ярдархреппюр, Рейдарф'ярдархреппюр, Фаускрудсф'ярдархреппюр, Будахреппюр, Стедвархреппюр, Брейддальсхреппюр, Берюнесхреппюр, Буландсхреппюр, Гейтгедльнахреппюр                                               | 3970        | Аустурланд |
| Судур-Тінгейярсисла               | Suður-Þingeyjarsýsla         | Свальбардсстрандархреппюр, Грітюбаккахреппюр, Флатейярхреппюр, Гаульсхреппюр, Льоусаватнсхреппюр, Баурддайлахреппюр, Скутюстадахреппюр, Рейк'ядайлахреппюр, Адальдайлахреппюр, Рейк'яхреппюр, Тьйоднесхреппюр | 11134       | Нордурланд |
| Вестур-Бардастрандарсисла         | Vestur-Barðastrandarsýsla    | Бардастрандархреппюр, Рьойдасандсхреппюр, Патрексхреппюр, Таулькнаф'ярдархреппюр, Кетильдалахреппюр, Сюдюрфьярдахреппюр | 1519        | Вестфірдір |
| Вестур-Гунаватнссисла             | Vestur-Húnavatnssýsla        | Стадархреппюр, Фремрі-Торвюстадархреппюр, Ітрі-Торвюстадархреппюр, Хвамстаунгахреппюр, Кірк'юхвамсхреппюр, Твераурхреппюр, Торкельсхоульсхреппюр | 2663        | Нордурланд |
| Вестур-Ісаф'ярдарсисла            | Vestur-Ísafjarðarsýsla       | Ейдкулюхреппюр, Тінгейрархреппюр, Мірахреппюр, Мосвадлахреппюр, Флатейрархреппюр, Сюдюрейрархреппюр | 1221        | Вестфірдір |
| Вестур-Скабтафедльссисла          | Vestur-Skaftafellssýsla      | Гергсландсхреппюр, Кірк'юбайярхреппюр, Скабтауртунгюхреппюр, Лейдвадлахреппюр, Аульфтаверсхреппюр, Гвамсхреппюр, Діргоулахреппюр | 5663        | Судурланд  |